# Petrus Franciscus Greive
Pour les articles homonymes, voir Greive.
Petrus Franciscus Greive, né le 25 mars 1811 à Amsterdam et mort le 4 novembre 1872 dans la même ville, est un peintre et lithographe néerlandais. 

## Biographie
Petrus Franciscus Greive naît le 25 mars 1811 à Amsterdam.
Il étudie avec Jean Augustin Daiwaille, Jan Willem Pieneman et Christiaan Julius Lodewijk Portman (1799–1868) à la Rijksakademie à Amsterdam. Plus tard, il enseigne et est membre de la société Arti et Amicitiae. Son style s'inspire des anciens maîtres hollandais.
Il s'est tant consacré à l'enseignement que sa propre production en a pâti.
Parmi ses nombreux étudiants de renom, citons August Allebé, Meijer de Haan, Jan Jacob Lodewijk ten Kate, Hein Kever, Betsy Repelius, Hendrik Jacobus Scholten et son neveu, Johan Conrad Greive.

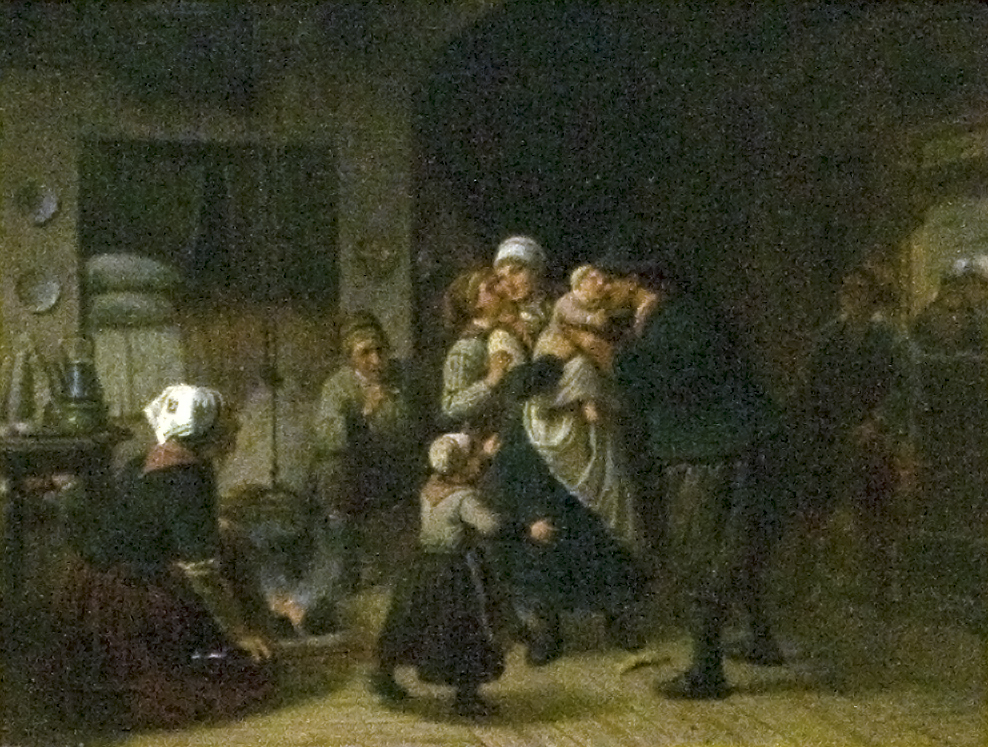
Le retour des pêcheurs de hareng (1860), Musée Teyler.

Il meurt le 4 novembre 1872 dans sa ville natale.